# Specula styliformis
Specula styliformis là một loài động vật thân mềm chân bụng sống ở biển trong họ Cerithiopsidae.